# Boys and Girls
Boys and Girls és una comèdia romàntica estatunidenca de Robert Iscove estrenada el 2000.

## Argument
Ryan (Freddie Prinze Jr.), un jove home inhibit i exigent, i Jennifer (Claire Forlani), una noia romàntica i plena d'energia, són dos estudiants a Berkeley que no s'aprecien realment gaire. Almenys, és la impressió que sempre han tingut.
Als dotze anys, quan es van conèixer, va ser un verdader desastre. A l'adolescència, es detestaven més que mai. Però una vegada a la universitat, s'adonen que les seves diferències els han acostat. Una amistat neix entre ells.
Però a la vida, la barreja dels gèneres no fa sempre bona parella. Durant aquests quatre anys de facultat, descobriran el que diferencia els homes i les dones en les seves exigències amoroses i també el que passa quan una bonica amistat dona a llum una història d'amor.

## Repartiment
- Freddie Prinze Jr.: Ryan
- Claire Forlani: Jennifer
- Jason Biggs: Steve àlies Hunter
- Amanda Detmer: Amy
- Heather Donahue: Megan
- Alyson Hannigan: Betty
- Monica Arnold: Katie